# Операційний прибуток
EBIT (скор. від англ. Earnings Before Interest and Taxes) або операційний прибуток — аналітичний показник, який дорівнює обсягу прибутку до вирахування відсотків за позиковими коштами і сплати податків.
Цей показник розраховується на основі фінансової звітності компанії і використовується інвесторами для оцінки прибутковості основної діяльності компанії.

## Розрахунок EBIT
Показник EBIT розраховується таким чином:
```
 
Чистий прибуток

+ Витрати по податку на прибуток
- Відшкодований податок на прибуток
(+ Надзвичайні витрати)
(- Надзвичайні доходи)
+ Відсотки сплачені
- Відсотки отримані
= 
EBIT
```